# Кесон (провінція)
Кесон — провінція Філіппін, розташована в регіоні Калабарсон на острові Лусон. Названа на честь Мануеля Кесона, другого президента Філіппін. Столицею провінції є місто Лусена.
Кесон розташований на південний схід від Маніли та межує з провінцією Аурора на півночі, провінціями Булакан, Рісаль, Лагуна і Батангас на заході, провінціями Південний Камаринес і Північний Камаринес на сході. Частина провінції розташована на перешийку, який з'єднує півострів Біколь з основною частиною острова Лусон. Провінція Кесон включає також острів Полілло в Філіппінському морі.

## Географія
Провінція Кесон є восьмою за розмірами провінцією Філіппін та має площу 8 989,4 км2.
Північна частина провінції розташована між гірським хребтом С'єрра-Мадре та Філіппінським морем. Південна частина провінції розташована на перешийку, який відокремлює півострів Біколь від основної частини острова Лусон, та півострові Бондок, який розташований між затоками Таябас і Рагай.
Найвища точка провінції — гора Банахао, висота 2 169 метрів.

## Адміністративний поділ
Кесон складається з 29 муніципалітетів та одного міста Таябас, які поділені на 1 209 баранґаїв. Столиця провінції, місто Лусена, не має фінансового та адміністративного впливу від адміністрації провінції, проте має право голосувати за провінційних чиновників.

## Демографія
Населення провінції Кесон за переписом 2015 року становило 1 856 582 осіб з густиною заселення 210 жителів на 1 км2.
Більшість жителів тагальці.